# Jorge Bravo de Rueda
Jorge Emilio Bravo de Rueda Querol (Chancay, 13 de septiembre de 1895-22 de noviembre de 1940) fue un reconocido pianista y compositor peruano. Su obra más reconocida es Vírgenes del Sol, la segunda obra musical peruana más conocida en el mundo después de El cóndor pasa.

## Biografía
Bravo de Rueda nació el 13 de septiembre de 1895 en el distrito de Chancay, provincia de Chancay (Perú).
Este compositor peruano dio origen a un género musical sudamericano a través de su obra Vírgenes del Sol, inspirado por los huaynos de la música andina del Perú: el fox incaico.
En 2006, el Congreso Peruano tuvo un proyecto de Ley para crear la "Universidad Nacional Jorge Bravo de Rueda Querol" en honor al compositor Peruano.

## Composiciones
- Canción del Rímac
- Corazón de Gitana
- Noche Invernal
- Ojitos Limeños
- Vírgenes del Sol